# Jackie Oliver
Keith Jack Oliver (Chadwell Heath, Essex, 4 de agosto de 1942), más conocido como Jack Oliver, es un expiloto brítanico de automovilismo, que participó de las temporadas de 1967 a 1973 y 1977 en Fórmula 1, logrando dos podios como mejores resultados. Corrió con Lotus, BRM, McLaren y Shadow.

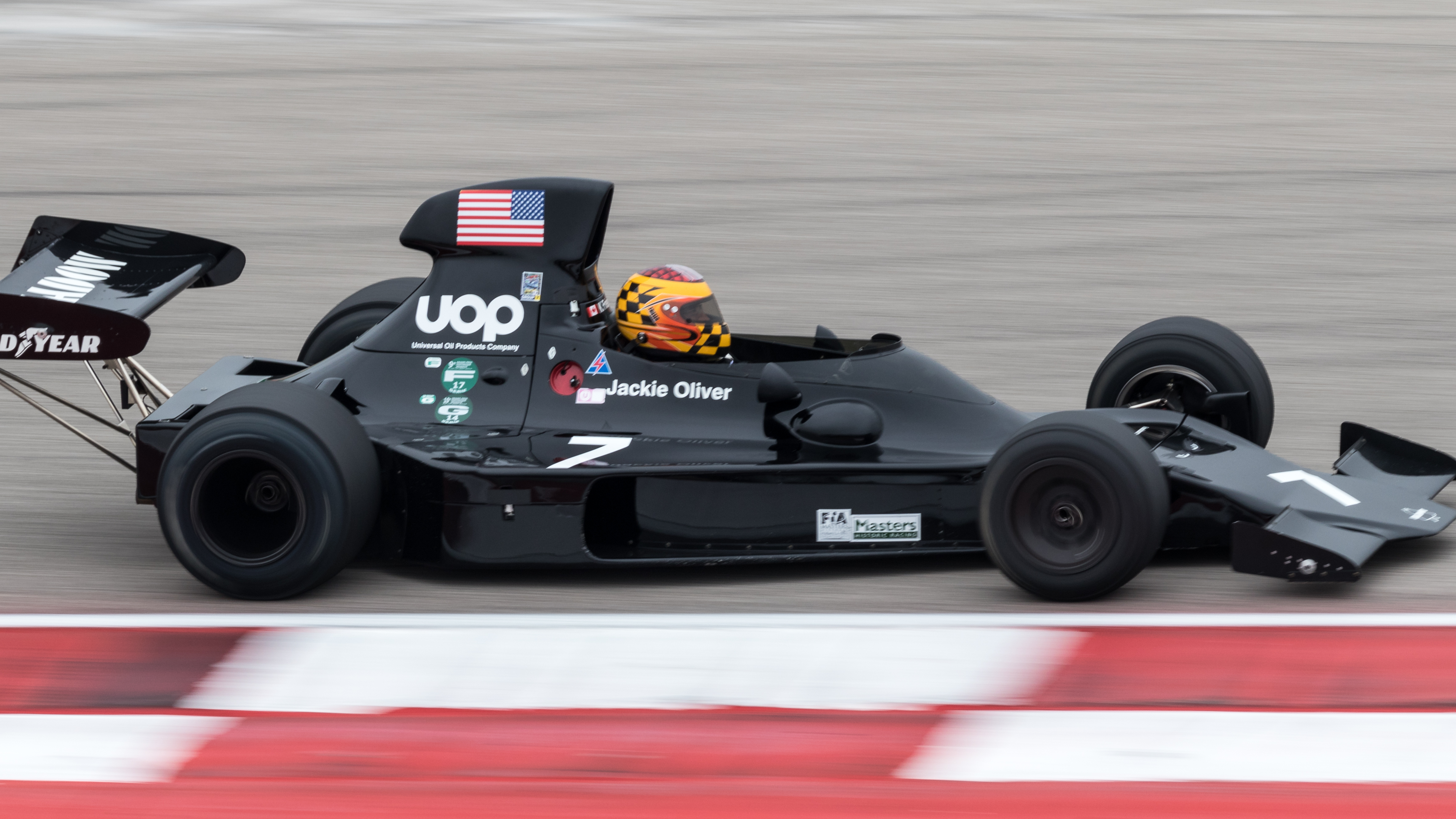
Shadow DN1 que usó Jackie Oliver en.

Además, largó en tres oportunidades las 24 Horas de Le Mans con J.W. Automotive, ganando con Jacky Ickx en 1969, con un Ford GT40, y fue campeón de Can-Am en el 74 con Shadow Racing Cars. Posteriormente fue uno de los fundadores de la escudería Arrows.

## Resultados

### Fórmula 1
(Clave) (negrita indica pole position) (cursiva indica vuelta rápida)

| Año         | Escudería                  | 1       | 2       | 3       | 4       | 5       | 6       | 7       | 8       | 9       | 10      | 11      | 12      | 13     | 14    | 15     | 16  | 17  | Pos. | Puntos |
| ----------- | -------------------------- | ------- | ------- | ------- | ------- | ------- | ------- | ------- | ------- | ------- | ------- | ------- | ------- | ------ | ----- | ------ | --- | --- | ---- | ------ |
| 1967        | Lotus Components Ltd.      | RSA     | MON     | NED     | BEL     | FRA     | GBR     | GER 5F2 | CAN     | ITA     | USA     | MEX     |         |        |       |        |     |     | NC   | 0      |
| 1968        | Team Lotus Gold Leaf       | RSA     | ESP DNP | MON Ret | BEL 5   | NED NC  | FRA DNS | GBR Ret | GER 11  | ITA Ret | CAN Ret | USA DNS | MEX 3   |        |       |        |     |     | 15.º | 6      |
| 1969        | Owen Racing Organisation   | RSA 7   | ESP Ret | MON Ret | NED Ret | FRA     | GBR Ret | GER Ret | ITA Ret | CAN Ret | USA Ret | MEX 6   |         |        |       |        |     |     | 17.º | 1      |
| 1970        | Owen Racing Organisation   | RSA Ret |         |         |         |         |         |         |         |         |         |         |         |        |       |        |     |     | 20.º | 2      |
| 1970        | Yardley Team BRM           |         | ESP Ret | MON Ret | BEL Ret | NED Ret | FRA Ret | GBR Ret | GER Ret | AUT 5   | ITA Ret | CAN NC  | USA Ret | MEX 7  |       |        |     |     | 20.º | 2      |
| 1971        | Bruce McLaren Motor Racing | RSA     | ESP     | MON     | NED     | FRA     | GBR Ret | GER DNP | AUT 9   | ITA 7   | CAN     | USA     |         |        |       |        |     |     | NC   | 0      |
| 1972        | Marlboro BRM               | ARG     | RSA     | ESP     | MON     | BEL     | FRA     | GBR Ret | GER     | AUT     | ITA     | CAN     | USA     |        |       |        |     |     | NC   | 0      |
| 1973        | UOP Shadow Racing Team     | ARG     | BRA DNP | RSA Ret | ESP Ret | BEL Ret | MON 10  | SWE Ret | FRA Ret | GBR Ret | NED Ret | GER 8   | AUT Ret | ITA 11 | CAN 3 | USA 15 |     |     | 14.º | 4      |
| 1977        | Shadow Racing Team         | ARG     | BRA     | RSA     | USW     | ESP     | MON     | BEL     | SWE 9   | FRA     | GBR     | GER     | AUT     | NED    | ITA   | USA    | CAN | JPN | NC   | 0      |
| Referencia: |                            |         |         |         |         |         |         |         |         |         |         |         |         |        |       |        |     |     |      |        |